# Julia Minguillón
Julia Minguillón Iglesias (Lugo, 17 de julio de 1906-Madrid, 22 de agosto de 1965) fue una pintora española. De estilo figurativo y realista, pintó paisajes, escenas cotidianas, alegorías, alguna obra religiosa y retratos de la élite de la sociedad gallega, especialmente en los años cuarenta y cincuenta del siglo XX.  Destaca por su dominio técnico y composiciones equilibradas. Su lenguaje pictórico muestra el gusto de la España de posguerra.

## Trayectoria
Estudió en la Academia de Bellas Artes de San Fernando de Madrid gracias a una bolsa de estudios de la Diputación de Lugo, tras haber cursado dos años en la Escuela de Artes y Oficios de su ciudad. Recibió la misma beca, en una edición posterior, que Maruja Mallo, paisana y contemporánea suya.
En el 1933 expuso por vez primera en el Concurso Nacional de Retratos. Su primera participación en la Exposición Nacional de Bellas Artes fue en 1934, y obtuvo la tercera medalla con la obra Jesús con Marta y María. Al inicio de la guerra civil española la artista se refugió en la casa paterna de Vilanova de Lourenzá y se casó con el periodista Francisco Leal Insua al terminar la contienda, en 1939.   
Volvió a participar en la Exposición Nacional de Bellas Artes en 1941, logrando entonces la Primera Medalla con Escuela de Doloriñas, en la que representó una escuela rural regentada por la profesora Dolores Chaves. Minguillón fue la única mujer en obtener un galardón en toda la historia de la Exposición Nacional de Bellas Artes. Con la pieza Juventud ganó el primer Premio del Círculo de Bellas Artes de Madrid, en 1948.
Miguillón formaba parte de una generación de artistas gallegos que trabajaban el vanguardismo, como Maruja Mallo o Elena Gago. Tiene obra en el Museo Provincial de Lugo, cuya sala 16 está dedicada a su obra y donde se encuentra Escuela de  Doloriñas, en el Círculo de Bellas Artes de Madrid , la Colección Kreisler, y en el Museo de Pontevedra está la obra O baño.